# TV3 HD
TV3 HD fou el canal d'alta definició de Televisió de Catalunya. Les seves emissions van començar el 23 d'abril de 2007, com canal pioner a l'Espanya i coincidint amb Sant Jordi. El seu procés de desplegament va acabar l'any 2010. Va iniciar tot plegat i oficialment el març de 2011.
La programació que es podia veure a TV3 HD era la mateixa que s'emetia a TV3, les 24 hores del dia. També incloïa l'espai Innova, una presentació setmal amb emissions en 3D.
Aquest canal va desaparèixer el 16 de gener de 2024, quan TV3 va deixar d'emetre en definició estàndard (SD) i va passar a emetre en alta definició (HD).

## Logotips
| Del 2007 al 2014 |
| ---------------- |